# Бранкица
Бранкица је српско женско име. То је умањеница од имена Бранко.

## Познате личности по имену Бранкица
- Бранкица Михајловић, српска одбојкашица
- Бранкица Станковић, српска новинарка